# Dasyatis brevis
Dasyatis brevis es una especie de pez de la familia Dasyatidae en el orden de los Rajiformes.

## Morfología
• Los machos pueden llegar alcanzar los 187 cm de longitud total y 46,3 kg de peso.

## Reproducción
Es ovíparo.

## Alimentación
Come peces pequeños, cangrejos, almejas y otros invertebrados bentónicos.

## Hábitat
Es un pez de mar y de clima subtropical 42 ° N-19 ° S, 161 · w-70 ° W) y demersal que vive entre 1-70 m de profundidad.

## Distribución geográfica
Se encuentra en el Océano Pacífico oriental: desde Hawái y California (los Estados Unidos) hasta Chile.

## Observaciones
Es venenoso para los humanos.